# Evoluzione del collegio cardinalizio durante il pontificato di Clemente XIV
Di seguito è riportata l'evoluzione del collegio cardinalizio durante il pontificato di Clemente XIV (19 maggio 1769 – 22 giugno 1774) e la successiva sede vacante (22 giugno 1774 – 15 febbraio 1775).

## Evoluzione in sintesi
Dopo l'elezione del cardinale Giovanni Vincenzo (in religione Lorenzo) Ganganelli, che prese il nome di Clemente XIV, il collegio dei cardinali era costituito da 57 porporati.

Clemente XIV ha creato 16 cardinali in 12 concistori.

Durante il suo pontificato sono deceduti 17 cardinali e 2 sono deceduti durante la successiva sede vacante.
| Data                                 | Avvenimento                                                                               | Totale |
| ------------------------------------ | ----------------------------------------------------------------------------------------- | ------ |
| 19 maggio 1769                       | Elezione del cardinale Giovanni Vincenzo (in religione Lorenzo) Ganganelli (Clemente XIV) | 56     |
| dal 15 giugno 1769 al 24 luglio 1774 | Cardinali creati                                                                          | +16    |
| dal 15 giugno 1769 al 24 luglio 1774 | Cardinali deceduti                                                                        | -17    |
| 22 settembre 1774                    | Morte di papa Clemente XIV                                                                | 55     |
| 18 novembre 1774                     | Morte del cardinale Giovanni Francesco Stoppani                                           | 54     |
| 4 febbraio 1775                      | Morte del cardinale Ferdinando Maria de' Rossi                                            | 53     |
| 15 febbraio 1775                     | Elezione del cardinale Giovanni Angelico Braschi (Pio VI)                                 | 52     |

## Composizione per paese d'origine
| Paese                            | 1769 | 1774-75 |
| -------------------------------- | ---- | ------- |
| Regno di Sardegna                | 2    | 1       |
| Ducato di Milano                 | 7    | 6       |
| Repubblica di Venezia            | 3    | 2       |
| Principato vescovile di Trento   | 1    | 2       |
| Repubblica di Genova             | 2    | 2       |
| Granducato di Toscana            | 4    | 3       |
| Stato Pontificio                 | 19   | 19      |
| Regno di Napoli                  | 5    | 6       |
| Regno di Sicilia                 | 1    | 1       |
| Totale Italia                    | 44   | 42      |
| Principato vescovile di Würzburg | 1    | 0       |
| Principato vescovile di Costanza | 1    | 1       |
| Regno di Gran Bretagna           | 1    | 1       |
| Regno di Francia                 | 6    | 5       |
| Regno di Spagna                  | 3    | 2       |
| Regno del Portogallo             | 1    | 2       |
| Totale resto Europa              | 13   | 11      |
| Totale                           | 57   | 53      |

## Composizione per concistoro
| Concistoro               | 1769 | 1774-75 |
| ------------------------ | ---- | ------- |
| 16 luglio 1721           | 1    | 1       |
| Creati da Innocenzo XIII | 1    | 1       |
| 14 agosto 1730           | 1    |         |
| Creati da Clemente XII   | 1    | 0       |
| 9 settembre 1743         | 5    | 2       |
| 10 aprile 1747           | 2    | 2       |
| 3 luglio 1747            | 1    | 1       |
| 26 novembre 1753         | 6    | 3       |
| 22 aprile 1754           | 1    | 1       |
| 18 dicembre 1754         | 1    |         |
| 5 aprile 1756            | 5    | 4       |
| Creati da Benedetto XIV  | 21   | 13      |
| 11 settembre 1758        | 1    | 1       |
| 2 ottobre 1758           | 2    | 1       |
| 24 settembre 1759        | 11   | 6       |
| 23 novembre 1761         | 7    | 4       |
| 18 luglio 1763           | 2    | 2       |
| 21 luglio 1766           | 2    | 2       |
| 26 settembre 1766        | 9    | 7       |
| Creati da Clemente XIII  | 34   | 23      |
| 29 gennaio 1770          |      | 1       |
| 6 agosto 1770            |      | 1       |
| 10 settembre 1770        |      | 2       |
| 12 dicembre 1770         |      | 2       |
| 17 giugno 1771           |      | 2       |
| 23 settembre 1771        |      | 1       |
| 16 dicembre 1771         |      | 1       |
| 14 dicembre 1772         |      | 1       |
| 15 marzo 1773            |      | 1       |
| 19 aprile 1773           |      | 2       |
| 26 aprile 1773           |      | 2       |
| Creati da Clemente XIV   |      | 16      |
| Totale                   | 57   | 53      |

## Elenco degli avvenimenti
| Data              | Avvenimento                                                                                                   | Paese                            | Cardinali |
| ----------------- | --- | -------------------------------- | --------- |
| 19 maggio 1769    | Elezione papale del cardinale Giovanni Vincenzo (in religione Lorenzo) Ganganelli con il nome di Clemente XIV | Stato Pontificio                 | 56        |
| 15 giugno 1769    | Morte del cardinale Carlo Francesco Durini                                                                    | Ducato di Milano                 | 55        |
| 18 dicembre 1769  | Concistoro per la creazione di 1 cardinale in pectore                                                         | Stato Pontificio                 | 55        |
| 29 gennaio 1770   | Concistoro per la creazione di 1 cardinale in pectore e pubblicazione di 1 in pectore                         | Stato Pontificio                 | 55        |
| 20 aprile 1770    | Morte del cardinale Franz Christoph von Hutten                                                                | Principato vescovile di Würzburg | 54        |
| 2 maggio 1770     | Morte del cardinale Giacomo Oddi                                                                              | Stato Pontificio                 | 53        |
| 6 agosto 1770     | Concistoro per la creazione di 1 cardinale:                                                                   | Stato Pontificio                 | 54        |
| 6 agosto 1770     | João Cosme da Cunha                                                                                           | Regno del Portogallo             | 54        |
| 10 settembre 1770 | Concistoro per la creazione di 2 cardinali e pubblicazione di 1 in pectore:                                   | Stato Pontificio                 | 57        |
| 10 settembre 1770 | Mario Compagnoni Marefoschi                                                                                   | Stato Pontificio                 | 57        |
| 10 settembre 1770 | Scipione Borghese                                                                                             | Stato Pontificio                 | 57        |
| 10 settembre 1770 | Giovanni Battista Rezzonico                                                                                   | Repubblica di Venezia            | 57        |
| 6 dicembre 1770   | Morte del cardinale Neri Maria Corsini                                                                        | Granducato di Toscana            | 56        |
| 12 dicembre 1770  | Concistoro per la creazione di 2 cardinali in pectore                                                         | Stato Pontificio                 | 56        |
| 14 dicembre 1770  | Morte del cardinale Pietro Paolo Conti                                                                        | Stato Pontificio                 | 55        |
| 10 gennaio 1771   | Morte del cardinale Filippo Maria Pirelli                                                                     | Regno di Napoli                  | 54        |
| 26 marzo 1771     | Morte del cardinale Luis Fernández de Córdoba                                                                 | Regno di Spagna                  | 53        |
| 17 giugno 1771    | Concistoro per la creazione di 2 cardinali in pectore                                                         | Stato Pontificio                 | 53        |
| 12 luglio 1771    | Morte del cardinale Flavio Chigi                                                                              | Stato Pontificio                 | 52        |
| 23 settembre 1771 | Concistoro per la creazione di 1 cardinale in pectore                                                         | Stato Pontificio                 | 52        |
| 16 dicembre 1771  | Concistoro per la creazione di 1 cardinale:                                                                   | Stato Pontificio                 | 53        |
| 16 dicembre 1771  | Charles-Antoine de la Roche-Aymon                                                                             | Regno di Francia                 | 53        |
| 24 febbraio 1772  | Morte del cardinale Nicola Perrelli                                                                           | Regno di Napoli                  | 52        |
| 26 ottobre 1772   | Morte del cardinale Antonio Marino Priuli                                                                     | Repubblica di Venezia            | 51        |
| 14 dicembre 1772  | Concistoro per la creazione di 1 cardinale:                                                                   | Stato Pontificio                 | 52        |
| 14 dicembre 1772  | Leopold Ernst von Firmian                                                                                     | Principato vescovile di Trento   | 52        |
| 3 marzo 1773      | Morte del cardinale Federico Marcello Lante Montefeltro della Rovere                                          | Stato Pontificio                 | 51        |
| 14 marzo 1773     | Morte del cardinale Giovanni Molin                                                                            | Repubblica di Venezia            | 50        |
| 15 marzo 1773     | Concistoro per la creazione di 1 cardinale e pubblicazione di 2 in pectore:                                   | Stato Pontificio                 | 53        |
| 15 marzo 1773     | Antonio Casali                                                                                                | Stato Pontificio                 | 53        |
| 15 marzo 1773     | Pasquale Acquaviva d'Aragona                                                                                  | Regno di Napoli                  | 53        |
| 15 marzo 1773     | Gennaro Antonio de Simone                                                                                     | Regno di Napoli                  | 53        |
| 20 marzo 1773     | Morte del cardinale Saverio Canale                                                                            | Stato Pontificio                 | 52        |
| 19 aprile 1773    | Concistoro per la creazione di 2 cardinali e pubblicazione di 3 in pectore:                                   | Stato Pontificio                 | 57        |
| 19 aprile 1773    | Antonio Eugenio Visconti                                                                                      | Ducato di Milano                 | 57        |
| 19 aprile 1773    | Bernardino Giraud                                                                                             | Stato Pontificio                 | 57        |
| 19 aprile 1773    | Innocenzo Conti                                                                                               | Stato Pontificio                 | 57        |
| 19 aprile 1773    | Francesco Carafa della Spina di Traetto                                                                       | Regno di Napoli                  | 57        |
| 19 aprile 1773    | Francesco Saverio de Zelada                                                                                   | Regno di Napoli                  | 57        |
| 26 aprile 1773    | Concistoro per la creazione di 2 cardinali e di 11 in pectore:                                                | Stato Pontificio                 | 59        |
| 26 aprile 1773    | Giovanni Angelico Braschi (futuro papa Pio VI)                                                                | Stato Pontificio                 | 59        |
| 26 aprile 1773    | Francesco d'Elci                                                                                              | Granducato di Toscana            | 59        |
| 15 novembre 1773  | Morte del cardinale Pietro Girolamo Guglielmi                                                                 | Stato Pontificio                 | 58        |
| 7 gennaio 1774    | Morte del cardinale Antoine Clériade de Choiseul-Beaupré                                                      | Regno di Francia                 | 57        |
| 7 marzo 1774      | Morte del cardinale Carlo Alberto Guidobono Cavalchini                                                        | Regno di Sardegna                | 56        |
| 24 luglio 1774    | Morte del cardinale Étienne-René Potier de Gesvres                                                            | Regno di Francia                 | 55        |
| 22 settembre 1774 | Morte di papa Clemente XIV                                                                                    | Stato Pontificio                 | 55        |
| 5 ottobre 1774    | Apertura del conclave                                                                                         | Stato Pontificio                 | 55        |
| 18 novembre 1774  | Morte del cardinale Giovanni Francesco Stoppani                                                               | Ducato di Milano                 | 54        |
| 4 febbraio 1775   | Morte del cardinale Ferdinando Maria de' Rossi                                                                | Granducato di Toscana            | 53        |
| 15 febbraio 1775  | Elezione papale del cardinale Giovanni Angelico Braschi con il nome di Pio VI                                 | Stato Pontificio                 | 52        |